# Tart
Tart – gmina we Francji, w regionie Burgundia-Franche-Comté, w departamencie Côte-d’Or. W 2013 roku liczba ludności wynosiła 1633 mieszkańców. 
Gmina została utworzona 1 stycznia 2019 roku z połączenia dwóch ówczesnych gmin: Tart-l'Abbaye oraz Tart-le-Haut. Siedzibą gminy została miejscowość Tart-le-Haut. 